# ファンタジー・アイランド (映画)
『ファンタジー・アイランド』（Fantasy Island）は2020年のアメリカ合衆国のホラー映画。監督はジェフ・ワドロウ、主演はマイケル・ペーニャが務めた。本作は1977年から1984年にかけてアメリカで放送された同名のテレビドラマを原作としている。
本作は日本国内で劇場公開されなかったが、2020年9月2日よりデジタル配信された。

## ストーリー
太平洋に浮かぶ孤島、ファンタジー・アイランド。ミスター・ロークは同地にあるリゾート施設を運営すると共に、滞在者を幻想の世界へと誘い、彼/彼女らが密かに抱いている願いをその中で叶えさせていた。そんなある日、滞在者にとって理想郷であるはずの幻想世界で、次々と怪奇現象が発生した。

## キャスト
※括弧内は日本語吹替。
- ミスター・ローク: マイケル・ペーニャ（間宮康弘）
- グウェン・オルセン: マギー・Q（加藤有生子）
- メラニー・コール: ルーシー・ヘイル（北原沙弥香）
- パトリック・サリヴァン: オースティン・ストウェル（川原元幸）
- スローン・マディソン: ポーシャ・ダブルデイ（小若和郁那）
- ブラックス・ウィーヴァー: ジミー・O・ヤン（花輪英司）
- JD・ウィーヴァー: ライアン・ハンセン（白熊寛嗣）
- デイモン: マイケル・ルーカー（蓮岳大）
- リューテナント・サリヴァン: マイク・ヴォーゲル
- ジュリア: パリサ・フィッツ＝ヘンリー（英語版）
- ニック・テイラー: エヴァン・エヴァゴラ
- アフロディーテ: シャーロット・マッキニー（英語版）
- ロックリン: ロビー・ジョーンズ（英語版）
- デビルフェイス: キム・コーツ

## 製作
2018年7月、ブラムハウス・プロダクションズとソニー・ピクチャーズがテレビドラマ『ファンタジー・アイランド』の映画化を進めており、ジェフ・ワドロウを監督に起用する見込みだと報じられた。10月、マイケル・ペーニャ、ジミー・O・ヤン、デイヴ・バウティスタ、ルーシー・ヘイルの出演が決まった（結局、バウティスタは本作に出演しなかった）。1月、マイケル・ルーカー、シャーロット・マッキニー、オースティン・ストウェル、パリサ・フィッツ＝ヘンリーがキャスト入りした。同月、本作の主要撮影がフィジーで始まった。

### 音楽
2019年11月4日、マシュー・マージェソンが本作で使用される楽曲を手掛けることになったとの報道があった。2020年1月22日、マージェソンが降板することになり、ベアー・マクレアリーが起用されたと報じられた。31日、サウンドトラックの発売に先駆けて、ジャレッド・リーの『Don’t Wish Your Life Away』がシングルカットされた。2月14日、マディソン・ゲート・レコーズが本作のサウンドトラックを発売した。

## 公開・マーケティング
当初、本作は2020年2月28日に全米公開される予定だったが、後に公開日は同月14日に前倒しされた。
2019年11月11日、本作のオフィシャル・トレイラーが公開された。

## 興行収入
本作は『ソニック・ザ・ムービー』、『フォトグラフ』、『ダウンヒル』と同じ週に封切られ、公開初週末に1400万ドル前後を稼ぎ出すと予想されていたが、実際の数字はそれを若干下回るものとなった。2020年2月14日、本作は全米2784館で公開され、公開初週末に1231万ドルを稼ぎ出し、週末興行収入ランキング初登場3位となった。

## 評価
本作は批評家から酷評されている。映画批評集積サイトのRotten Tomatoesには59件のレビューがあり、批評家支持率は10%、平均点は10点満点で2.93点となっている。サイト側による批評家の見解の要約は「『ファンタジー・アイランド』は願いを叶えることの負の側面を観客に提示しようとしたが、数十年前に終了したシリーズを復活させることの危険性を訴える作品になってしまった。」となっている。また、Metacriticには25件のレビューがあり、加重平均値は20/100となっている。なお、本作のCinemaScoreはC-となっている。
本作は第41回ゴールデンラズベリー賞において、最低作品賞、最低助演女優賞賞（ルーシー・ヘイルとマギー・Q）、最低脚本賞（ジェフ・ワドロウ、クリス・ローチ、ジリアン・ジェイコブズ）、最低前日譚・リメイク・盗作・続編賞（テレビドラマ『ファンタジー・アイランド』のリメイクないしはリイマジネーション）の4部門で5つのノミネートを獲得した。
このように、批評家から酷評されたにもかかわらず、2021年から2023年まで再度テレビドラマ化（リブート）されたが、こちらはシーズン2で打ち切りとなった。